# Vintrião

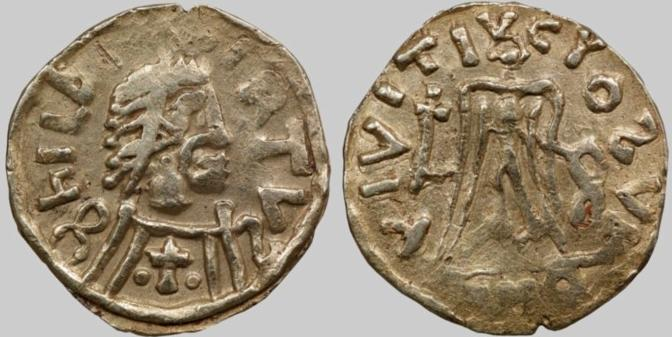
Tremisse de r.

Vintrião (em latim: Wintrio) ou Quintrião (em latim: Quintrio) foi um oficial franco do século VI, ativo durante o reinado de Quildeberto II (r. 570–595).

## Vida
Segundo a Vida de Santa Glodesinda, Vintrião era pai de Glodesinda, o marido de Godila e irmão de Rotlinda. Aparece pela primeira vez em 585, quando perdeu temporariamente seu ofício de duque ao ser expulso por seu próprio povo e conseguindo salvar sua vida por pouco. Mais tarde, o povo acalmou-se e ele retomou sua posição. Em 590, era um dos 20 duques enviados por Quildeberto para ajudar os romanos na Itália contra os lombardos. No caminho, ele e Audovaldo, com um exército reunido em Champanhe, saquearam a zona de Metz. Em 593, ele e Gundobaldo atacaram o território de Clotário II perto de Soissons, onde foram derrotados e escaparam por pouco. Em 598, Vintrião foi assassinado por instigação de Bruniquilda.